# Алтанцецегійн Батцецег
Алтанцецегійн Батцецег (монг. Алтанцэцэгийн Батцэцэг; нар. 6 серпня 1994) — монгольська борчиня вільного стилю, триразова срібна та бронзова призерка чемпіонатів Азії, бронзова призерка Азійських ігор, дворазова бронзова призерка Кубків світу.

## Життєпис
Боротьбою почала займатися з 2009 року. У 2011 році стала чемпіонкою Азії серед кадетів та здобула срібну медаль чемпіонату світу серед кадетів. У 2013 році здобула бронзову медаль чемпіонату Азії серед юніорів. Наступного року стала чемпіонкою цих змагань та виборола чемпіонський титул на чемпіонаті світу серед юніорів. У 2017 році здобула срібну медаль чемпіонату світу серед молоді.
Виступає за борцівський клуб «Дархан Мега Стар» Улан-Батор. Тренер — Баярсайхан.

## Спортивні результати на міжнародних змаганнях

### Виступи на Чемпіонатах світу
| Змагання                        | Збірна   | Вагова категорія          | Місце |
| ------------------------------- | -------- | ------------------------- | ----- |
| Чемпіонат світу з боротьби 2014 | Монголія | жіноча боротьба, до 55 кг | 11    |
| Чемпіонат світу з боротьби 2017 | Монголія | жіноча боротьба, до 58 кг | 12    |
| Чемпіонат світу з боротьби 2018 | Монголія | жіноча боротьба, до 57 кг | 22    |

### Виступи на Чемпіонатах Азії
| Змагання                       | Збірна   | Вагова категорія          | Місце  |
| ------------------------------ | -------- | ------------------------- | ------ |
| Чемпіонат Азії з боротьби 2018 | Монголія | жіноча боротьба, до 57 кг | Бронза |
| Чемпіонат Азії з боротьби 2019 | Монголія | жіноча боротьба, до 59 кг | Срібло |
| Чемпіонат Азії з боротьби 2020 | Монголія | жіноча боротьба, до 59 кг | Срібло |
| Чемпіонат Азії з боротьби 2021 | Монголія | жіноча боротьба, до 57 кг | Срібло |

### Виступи на Азійських іграх
| Змагання           | Збірна   | Вагова категорія          | Місце  |
| ------------------ | -------- | ------------------------- | ------ |
| Азійські ігри 2018 | Монголія | жіноча боротьба, до 57 кг | Бронза |

### Виступи на Кубках світу
| Змагання                    | Збірна   | Вагова категорія | Місце  |
| --------------------------- | -------- | ---------------- | ------ |
| Кубок світу з боротьби 2017 | Монголія | команда          | Бронза |
| Кубок світу з боротьби 2018 | Монголія | команда          | Бронза |
| Кубок світу з боротьби 2019 | Монголія | команда          | 4      |

### Виступи на інших змаганнях
| Змагання                                               | Збірна   | Вагова категорія          | Місце  |
| ------------------------------------------------------ | -------- | ------------------------- | ------ |
| Відкритий чемпіонат Монголії з боротьби 2013           | Монголія | жіноча боротьба, до 55 кг | Срібло |
| Гран-прі «Іван Яригін» 2014                            | Монголія | жіноча боротьба, до 53 кг | Бронза |
| Відкритий чемпіонат Монголії з боротьби 2014           | Монголія | жіноча боротьба, до 53 кг | Срібло |
| Відкритий чемпіонат Монголії з боротьби 2015           | Монголія | жіноча боротьба, до 55 кг | Бронза |
| Гран-прі «Іван Яригін» 2016                            | Монголія | жіноча боротьба, до 58 кг | 13     |
| Гран-прі «Іван Яригін» 2017                            | Монголія | жіноча боротьба, до 55 кг | Бронза |
| Відкритий чемпіонат Монголії з боротьби 2017           | Монголія | жіноча боротьба, до 58 кг | Золото |
| Гран-прі «Іван Яригін» 2018                            | Монголія | жіноча боротьба, до 57 кг | 5      |
| Турнір Олександра Медведя 2018                         | Монголія | жіноча боротьба, до 57 кг | Золото |
| Гран-прі «Іван Яригін» 2019                            | Монголія | жіноча боротьба, до 59 кг | Бронза |
| Відкритий чемпіонат Монголії з боротьби 2019           | Монголія | жіноча боротьба, до 59 кг | Бронза |
| Кубок Президента Бурятської Республіки з боротьби 2019 | Монголія | жіноча боротьба, до 57 кг | Бронза |
| Відкритий чемпіонат Польщі з боротьби 2019             | Монголія | жіноча боротьба, до 59 кг | Бронза |
| Гран-прі «Іван Яригін» 2020                            | Монголія | жіноча боротьба, до 57 кг | Бронза |

### Виступи на змаганнях молодших вікових груп
| Змагання                                      | Збірна   | Вагова категорія          | Місце  |
| --------------------------------------------- | -------- | ------------------------- | ------ |
| Чемпіонат Азії з боротьби серед кадетів 2011  | Монголія | жіноча боротьба, до 52 кг | Золото |
| Чемпіонат світу з боротьби серед кадетів 2011 | Монголія | жіноча боротьба, до 52 кг | Срібло |
| Чемпіонат Азії з боротьби серед юніорів 2012  | Монголія | жіноча боротьба, до 55 кг | 5      |
| Чемпіонат Азії з боротьби серед юніорів 2013  | Монголія | жіноча боротьба, до 55 кг | Бронза |
| Чемпіонат Азії з боротьби серед юніорів 2014  | Монголія | жіноча боротьба, до 55 кг | Золото |
| Чемпіонат світу з боротьби серед юніорів 2014 | Монголія | жіноча боротьба, до 55 кг | Золото |
| Чемпіонат світу з боротьби серед молоді 2017  | Монголія | жіноча боротьба, до 58 кг | Срібло |